# راس المشقار (حبيش)

تعديل مصدري - تعديل

راس المشقار محلة تابعة لقرية النجر، التابعة لعزلة المشيرق بمديرية حبيش إحدى مديريات محافظة إب في الجمهورية اليمنية، بلغ تعداد سكانها 265 حسب تعداد اليمن لعام 2004.